# 扇 (武器)
扇，是一種古代的兵器，外型與一般的折扇或蒲扇類似，通常為木竹製或金屬製。

## 武術
扇作為兵器，在民間武術界被使用跟研創招式套路，在中國、日本皆有武術流派傳授。

### 中國
在中國，如少林寺、太極拳、崆峒派、武當派、八卦掌、查拳、地蹚八卦門等皆有使用扇的器械武術套路。
《少林兵器總譜祕本》收錄了少林寺使用的天罡劈水扇，扇把長九寸，扇身長一尺二寸，寬六寸，全長二尺一寸，頭有纓尾，外型有如蒲扇。明代覺訓，清末如淨，貞秋等練此械。另外少林的少林鐵扇子：長一尺二寸，有十八股、二十四股、三十六股。清代祖月高僧精練此械。
在宋朝時少林寺福居和尚收集眾藝創出天罡劈水扇，歷經元明清各代高僧了改、了真、廣順、清蓮等研練創出36招，後清末時的如淨法師增至42招，主要技法有劈、點、崩、挑、拍、削、架、撩等。北少林分支的地蹚八卦門也有一套地蹚八卦扇，由鐵扇拳所演變，是用一把大扇來施展，其要訣乃是]「扇如楓蝶，疾如風，扇打單邊不留中。」
武當派也有名為逍遙扇的功夫，是将普通的折扇作为行路的兵刃使用招式里面隐含大量防身自卫的精华，实用简单，攻守有序，进退有方。
太極拳也有太極扇的武功，融合了太極拳與其它武術、舞蹈的動作，剛柔並濟、可攻可守。，崆峒派之中也有桃花扇，乾坤逍遙扇等招式套路。
八卦掌一派有八卦扇，是董海川入宫，從侍卫學得扇技，融入八卦之身形歩法所創，经二代亲传弟子梁振甫定名为八卦昆仑扇 传李子呜至赵大元传至长春 运昆仑扇之八法。开丶打丶提丶刺丶击丶转丶滑丶弹。合五行之妙用。成员承演二十四字技。"点戳刺缠丶闪截拦盘丶滑切 割铲丶展折弹崩丶刁拿锁扣丶拧旋走转”。。
查拳之中則有五步扇，乃是在查拳入门拳套五步拳的基本套路里添加了扇子的动作。

### 日本
鐵扇在日本也是很常見的兵器，像是一角流、竹內流、長尾信開流、力信流等，均有傳授鐵扇的技巧。

## 文學作品
- 作家金庸所著的多部作品中皆有角色使用扇作為兵器。《射鵰英雄傳》中的歐陽克及朱聰、《神雕俠侶》中的霍都、以及《倚天屠龍記》中的鮮于通4人使用的為摺扇；《天龍八部》中的丁春秋則使用羽扇。
- 另一名武俠小說家古龍所著的《楚留香系列》及《絕代雙驕》中兩名不同的主角楚留香及花無缺使用的武器皆為摺扇。
- 作家施耐庵所著的《水浒传》中智多星吳用及鐵扇子宋清使用的兵器皆為扇子，

## 來源
1. ↑  .   [2022-12-15]. （原始内容存档于2022-12-15）.
2. ↑  .   [2022-12-15]. （原始内容存档于2022-12-15）.
3. ↑  .   [2022-12-15]. （原始内容存档于2022-12-15）.
4. ↑  .   [2022-12-15]. （原始内容存档于2022-12-15）.
5. ↑  .   [2022-12-15]. （原始内容存档于2022-12-15）.
6. ↑  .   [2022-12-15]. （原始内容存档于2022-12-15）.